# Rachel Blanchard

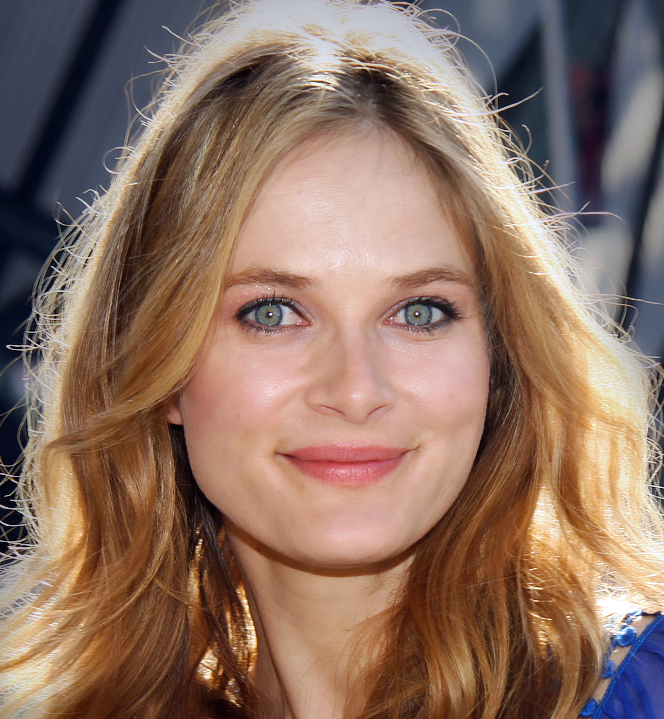
Rachel Blanchard (2008)

Rachel Elise Blanchard (* 19. März 1976 in Toronto, Ontario) ist eine kanadische Schauspielerin. 

## Leben
Nach Beendigung der High School begann sie an der Queen’s University in Kingston zu studieren, unterbrach aber für ihre Schauspielkarriere. Unter hunderten von Bewerbern wurde sie schließlich für die Hauptrolle der Fernsehserie Clueless – Die Chaos-Clique ausgewählt, nachdem sie ihr Talent in anderen Serien unter Beweis gestellt hatte. Die Rolle hat sie bekannt gemacht. Auch durch ihre Rolle in Eine himmlische Familie als Roxanne wuchs ihr Bekanntheitsgrad. 
1993 wurde Blanchard gemeinsam mit anderen beim Young Artist Award für die Kinderfernsehserie Grusel, Grauen, Gänsehaut nominiert. Auf die Kinoleinwand schaffte sie es 1995 mit dem Film Der stählerne Adler IV. Ihre erste Rolle hatte sie in einem Werbespot von McDonald’s. Ihr Schaffen für Film und Fernsehen umfasst mehr als 60 Produktionen. 

## Filmografie (Auswahl)
- 1982: Bei uns und nebenan (The Kids of Degrassi Street, Fernsehserie, 2 Episoden)
- 1986: Alex: The Life of a Child (Fernsehfilm)
- 1989–1990: Krieg der Welten (War of the Worlds, Fernsehserie, 23 Episoden)
- 1990: In himmlischer Mission (Clarence, Fernsehfilm)
- 1991–1993: Grusel, Grauen, Gänsehaut (Are You Afraid of the Dark?, Fernsehserie, 26 Episoden)
- 1992: Simons Sehnsucht (On My Own)
- 1993–1994: Chris Cross (Fernsehserie, 13 Episoden)
- 1995: Der stählerne Adler IV (Iron Eagle IV, Fernsehfilm)
- 1996: Tucker James der Highschool Blitz (Flash Forward, Fernsehserie, 3 Episoden)
- 1996–1999: Clueless – Die Chaos-Clique (Clueless, Fernsehserie, 61 Episoden)
- 1999: Ivanhoe, der junge Ritter (Young Ivanhoe)
- 1999: Carrie 2 – Die Rache (The Rage: Carrie 2)
- 2000: Road Trip
- 2001: Zerrissenes Glück (Nailed)
- 2001: Sugar & Spice
- 2002: The Wild Dogs
- 2002–2004: Eine himmlische Familie (7th Heaven, Fernsehserie, 40 Episoden)
- 2003: Chasing Holden
- 2004: Trouble ohne Paddel (Without a Paddle)
- 2004–2007: Peep Show (Fernsehserie, 8 Episoden)
- 2005: Wahre Lügen (Where the Truth Lies)
- 2006: Snakes on a Plane
- 2007: Careless
- 2007: Flight of the Conchords (Fernsehserie, 2 Episoden)
- 2008: Simons Geheimnis (Adoration)
- 2008: Operation Marijuana (Growing Op)
- 2009: Toy Boy (Spread)
- 2010: Open House
- 2010: Daydream Nation
- 2011: Flashpoint – Das Spezialkommando (Flashpoint, Fernsehserie, Episode 3x12)
- 2010: Call Me Fitz (Fernsehserie, 1 Episode)
- 2011: The Case for Christmas (Fernsehfilm)
- 2012: Overnight
- 2012: My Uncle Rafael
- 2013: The Surrogacy Trap (Fernsehfilm)
- 2013: Legit (Fernsehserie, Episode 1x10)
- 2013: Psych (Fernsehserie, Episode 7x09)
- 2013: Mad Ship
- 2013: Scrapper
- 2014: Dark Hearts
- 2014: My Gal Sunday (Fernsehfilm)
- 2014: Fargo (Fernsehserie, 5 Episoden)
- 2015: Childrens Hospital (Fernsehserie, Episode 6x14)
- 2015–2018: Another Period (Fernsehserie, 3 Episoden)
- 2016–2020: You Me Her (Fernsehserie, 50 Episoden)
- 2020: Getting to Know You
- 2022: Tiefe Wasser (Deep Water)
- seit 2022: Der Sommer, als ich schön wurde (The Summer I Turned Pretty, Fernsehserie)
- 2024: Uno
- 2025: Vicious